# Schlosskirche (Rumpenheim)

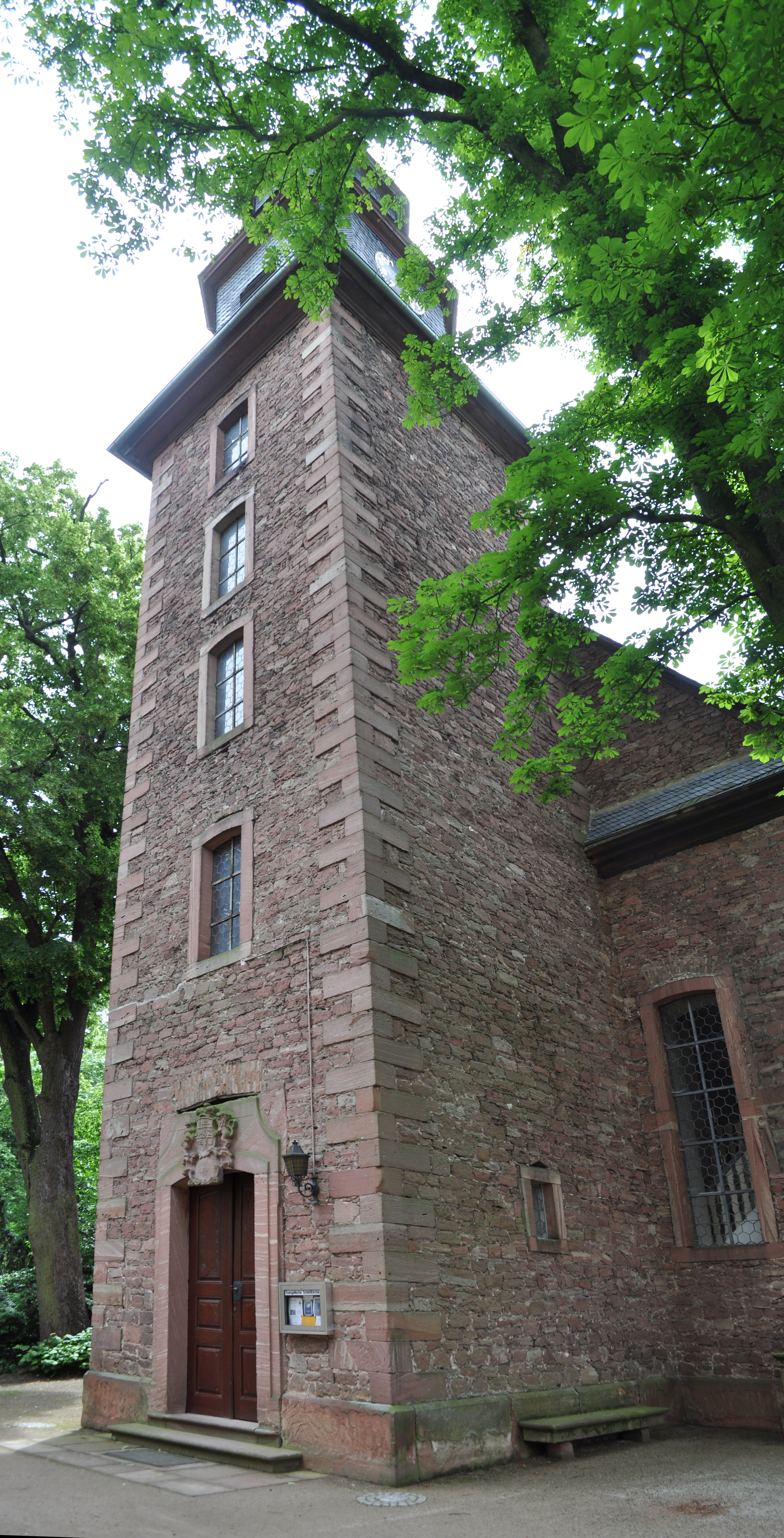
Schlosskirche Rumpenheim

Die evangelische Schlosskirche Rumpenheim ist ein denkmalgeschütztes Kirchengebäude, das in Offenbach-Rumpenheim steht, einem Ortsteil der kreisfreien Stadt Offenbach am Main in Hessen. Die Kirchengemeinde gehört zum Dekanat Frankfurt am Main und Offenbach in der Propstei Rhein-Main der Evangelischen Kirche in Hessen und Nassau.

## Beschreibung
Die barocke, unverputzt gebliebene Saalkirche wurde von 1756 bis 1761 erbaut. Sie wurde erst nach dem Ausbau des Rumpenheimer Schlosses „Schlosskirche“ genannt, weil sie mitten im Schlosspark steht. Das im Süden dreiseitig abgeschlossene Kirchenschiff ist mit einem Satteldach bedeckt, der Kirchturm im Norden mit einer gestuften Haube. Über dem Sturz des Portals im Kirchturm befindet sich das Wappen des Kurfürstentums Hessen. Im Süden der Kirche ist die Grablege der Landgrafschaft Hessen-Kassel zu Rumpenheim, die mit einer Christusfigur von Pietro Tacca geschmückt ist. Hierhin wurden die Mitglieder der Landgrafenfamilie 1964 aus dem Mausoleum übergeführt. 
Die Orgel mit 17 Registern, zwei Manualen und einem Pedal wurde 1851 von Christian Friedrich Voigt (1803–1868) gebaut.